# Галвас, Якуб
Якуб Галвас (чеш. Jakub Galvas; 15 июня 1999, Острава, Чехия) — чешский хоккеист, защитник. Игрок сборной Чехии по хоккею с шайбой. В мае 2021 года подписал контракт с клубом НХЛ «Чикаго Блэк Хокс».

## Карьера
Якуб Галвас является воспитанником клуба «Оломоуц». В 2016 году дебютировал в чешской Экстралиге. Его отец, известный защитник Лукаш Галвас. В сезоне 2017/18 они вместе играли в «Оломоуце». В 2019 году Якуб Галвас перебрался в Финляндию, подписав контракт с клубом «Юкурит» из города Миккели.
На драфте НХЛ 2017 года был выбран под 150-м номером клубом «Чикаго Блэк Хокс».
6 мая 2021 года Галвас подписал 2-летний контракт с «Чикаго».
С 2014 по 2019 год Якуб Галвас выступал за юниорские сборные Чехии. В 2016 году стал чемпионом Мемориала Ивана Глинки.
С 2018 года играет за основную сборную Чехии. В первом же матче за сборную забил гол.

## Достижения
Победитель Мемориала Ивана Глинки 2016

## Статистика
Обновлено на конец сезона 2020/2021
- Чешская Экстралига — 134 игры, 42 очка (9+33)
- Чемпионат Финляндии — 90 игр, 26 очков (4+22)
- Сборная Чехии — 18 игр, 5 очков (4+1)
- Всего за карьеру — 242 игры, 73 очка (17 шайб + 56 передач)